# Iphinopsis
Iphinopsis là một chi ốc biển, là động vật thân mềm chân bụng sống ở biển trong họ Cancellariidae.

## Các loài
Các loài trong chi Iphinopsis gồm có:
- Iphinopsis alba Bouchet & Warén, 1985[2]
- Iphinopsis bathyalis (Okutani, 1964)[3]
- Iphinopsis boucheti Okutani, Hashimoto & Sasaki, 2004[4]
- Iphinopsis choshiensis (Habe, 1958)
- Iphinopsis euthymei (Barnard, 1960)
- Iphinopsis fuscoapicata Bouchet & Warén, 1985[5]
- Iphinopsis inflata (Friele, 1879)[6]
- Iphinopsis kelseyi (Dall, 1908)[7]
- Iphinopsis kroyeri (Philippi, 1849)[8]: đồng nghĩa của Neoiphinoe kroeyeri (Philippi, 1849)
- Iphinopsis kulanda (Garrard, 1975)
- Iphinopsis nuda Dall, 1927[9]
- Iphinopsis splendens Simone & Birman, 2006[10]
- Iphinopsis traverseensis (A.H. Clarke, 1961)[11]